# Fair Grove (Missouri)
Fair Grove est une ville du comté de Greene, dans le Missouri, aux États-Unis,. Située au nord-est du comté, elle est incorporée en 1973.

## Démographie
Lors du recensement de 2010, la ville comptait une population de 1 393 habitants. Elle est estimée, en 2016, à 1 447 habitants.

### Source de la traduction
- (en) Cet article est partiellement ou en totalité issu de l’article de Wikipédia en anglais intitulé « Fair Grove, Missouri » (voir la liste des auteurs).